# Centrale d'urgence 112

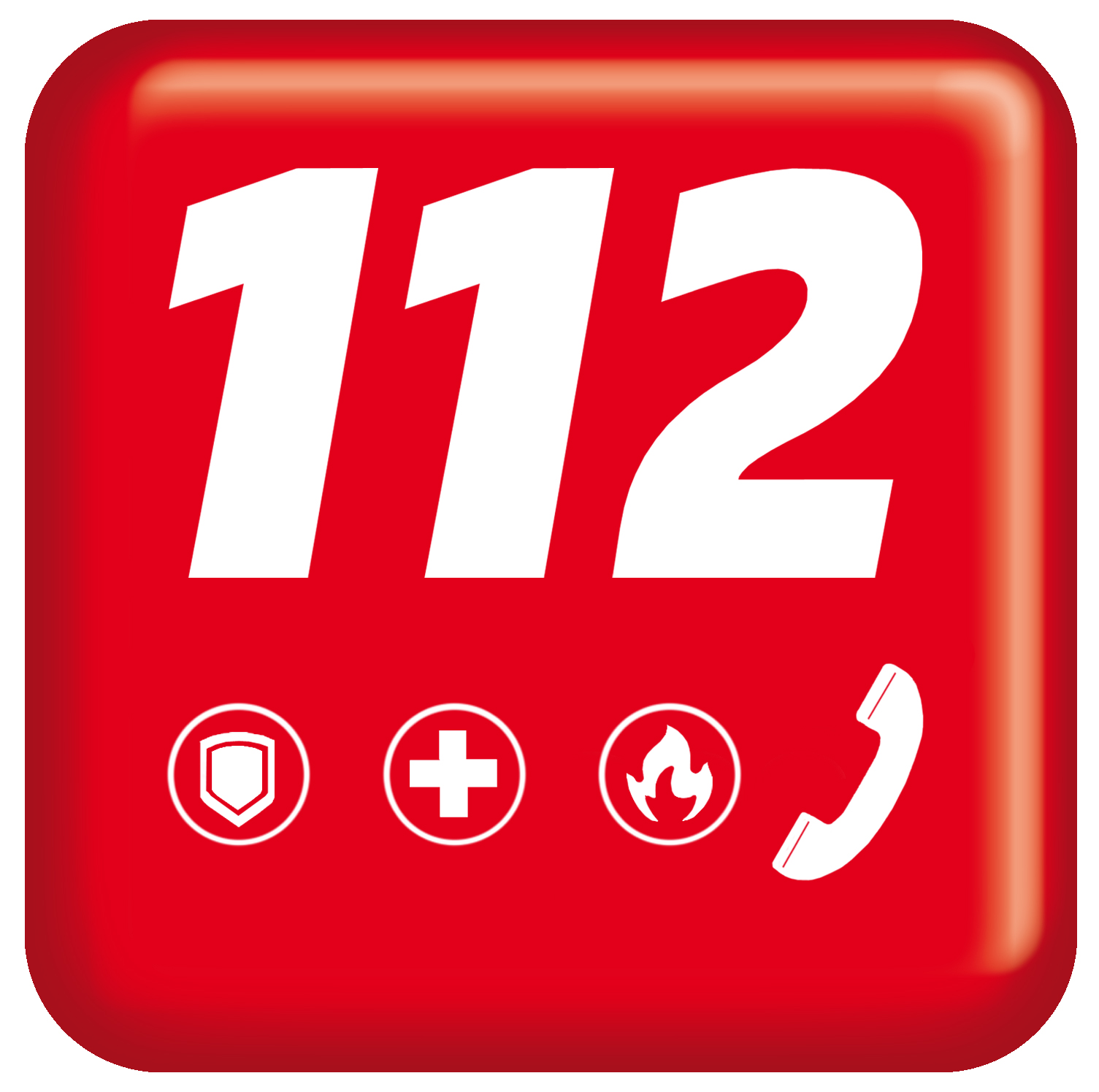
Les centrales d'urgence 112 tiennent leur nom du numéro d'appel d'urgence européen « 112 », progressivement mis en place à partir des années 2000.

En Belgique, les centrales d’urgence 112 (abréviées CU112) (en néerlandais noodcentrales 112 et en allemand Notrufzentralen 112) anciennement appelées centrales 100 (en référence au numéro d'appel d'urgence européen « 112 » ou à l'ancien numéro d'appel « 100 ») sont les organismes et les endroits dépendants du service public fédéral Intérieur qui reçoivent, traitent et gèrent les appels d'urgence pour les pompiers et l'aide médicale urgente, soit respectivement les disciplines 1 et 2, de la planification d'urgence en Belgique. La police (discipline 3) dispose quant à elle de ses propres centrales et d'un numéro différent : le 101.
Il existe dix centrales d'urgences 112 dans le pays, soit une par province (sauf pour le Brabant wallon) et une pour la région de Bruxelles-Capitale. Elles assurent également le rôle de dispatching pour la discipline 2 (soit la réquisition et la gestion des véhicules agréés « 112 », tels que les ambulances, les PIT ou les SMUR) ce qu’elles faisaient également pour la discipline 1 jusqu'à la mise en place des zones de secours à la suite de la réforme de la sécurité civile en Belgique, qui entra en vigueur en 2015.
Ces centrales peuvent donc être assimilées aux centres de traitements de l'alerte français, avec toutefois plusieurs différences notables, dont celle que les opérateurs des centrales 112 belges sont des « calltakers » civils et non pas des pompiers ou du personnel médical, ou encore qu'il n'existe pas de régulation médicale en Belgique comme le SAMU français.

## Histoire

### Contexte après-guerre

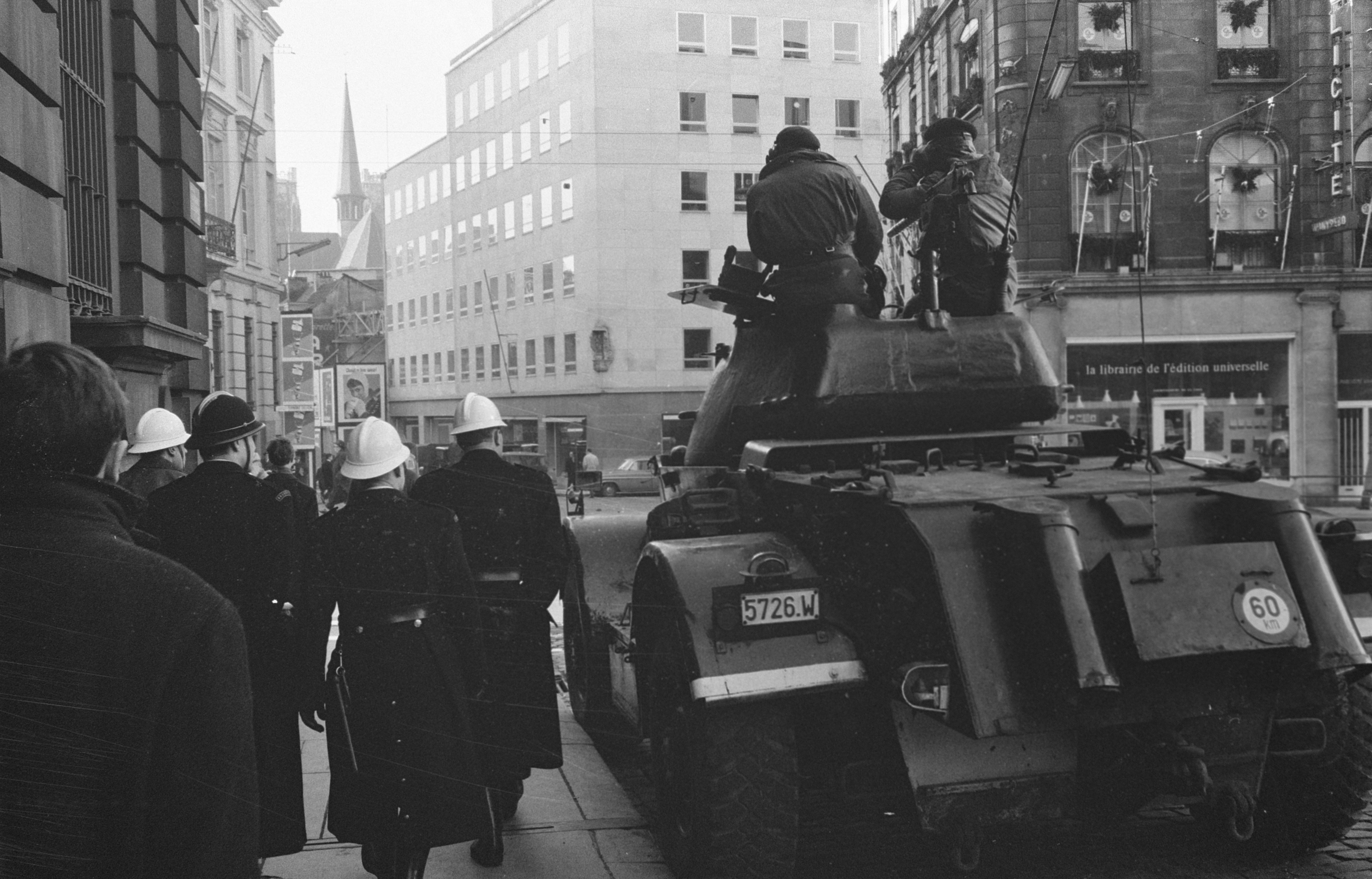
Le maintien de l'ordre (« discipline 3 ») était assuré par deux services distincts jusqu'en 2001 : la Gendarmerie (qui dépendait de l'armée) et la Police communale, qui avaient tous deux des numéros d'appels différents.

Jusqu'à la période d'après-guerre les secours d'urgence belges étaient généralement organisés à l'échelon local. Ni la planification de l'urgence en Belgique, ni la définition des différentes disciplines actuelles n'existaient. La situation était comme telle :
- « La discipline 1 » (les pompiers) était organisée à l'échelon communal. Chaque Bourgmestre étant responsable de la sécurité de sa commune et décidant, ou non, de se doter d'un service d'incendie ou de passer un accord avec le corps voisin pour protéger son territoire. Les pompiers étaient alors en grande majorité des pompiers volontaires (hormis dans les grandes villes) et, pour les joindre, il fallait téléphoner directement au numéro de la caserne, déclencher un sirène ou sonner un tocsin.
- La « discipline 2 » (l'aide médicale urgente) était assurée soit de manière privée, soit par les « Commissions d'Assistance Publiques » (CAP) créées par la Loi du 10 mars 1925 avec pour mission de « de soulager et de prévenir la misère et d'organiser le service de l'assistance médicale »[5]. Elle était principalement assurée de manière intra-hospitalière par le service des urgences des cliniques ou hôpitaux en étant dotés. L'extra-hospitalier était essentiellement effectué par la médecine traitante et les ambulances demeuraient rares dans la société civile.
- La « discipline 3 » (le maintien de l'ordre) était assurée soit par la gendarmerie, soit par la police communale. Le numéro d'appel unifié de ces services était le « 906 » qui devint le « 101 » dans les années 1980 avec la création du numéro « 100 ».
- La « discipline 4 » (logistique) était inexistante mais l'un de ses organes actuels, la protection civile, fut créée le 11 mars 1954[6] en succédant à l'ancien Corps National de Secours, avec l'implémentation de six casernes : trois en région flamande (Brasschaat, Jabbeke et Liedekerke) et trois en région wallonne (Crisnée, Ghlin et Neufchâteau). Celle-ci ne disposera toutefois jamais d'une ligne d'appel d’urgence car elle ne peut être réquisitionnée que par les pompiers, la police ou les autorités compétentes.

### Le «900»
En 1954 survient une épidémie de poliomyélite à la suite de laquelle le ministre de la santé publique de l'époque, Edmond Leburton, décide de créer un service national de secours composé d'une quinzaine d'ambulances pour permettre la prise en charge des malades, mais également d'autres pathologies, notamment traumatiques après le constat de l'augmentation des accidents de la route dus à l’augmentation du trafic routier dans cette période d'après-guerre. Bien vite surgit alors la nécessité de disposer d'un numéro de téléphone unique, national et gratuit pour contacter ce nouveau service d'urgence. Les choses évoluent avec la loi du 8 avril 1958 qui charge les « Commission d'Assistance Publique » (C.A.P.) d'organiser le transport des malades et des blessés vers les hôpitaux, en concluant, au besoin, une convention avec un organisme public (CAP voisine, pompiers, police, etc.) ou privé.
En 1959, Anvers accueille la première centrale téléphonique de réception d’appels d’urgence, mise en place à titre expérimental. Celle-ci se voit attribuer le numéro « 900 » et quinze autres centrales sont bientôt créées sur tout le territoire de la Belgique, installées alors dans les casernes des services d’incendie et gérées par des pompiers. En 1963, la totalité du territoire national est assuré par 16 centrales « 900 » qui couvrent les 40 zones téléphoniques du pays.
La loi du 8 juillet 1964 transfère la responsabilité de l’aide médicale urgente des communes vers l’État.
Les corps de pompiers étaient alors joignables par le numéro « 901 » et la police ou la Gendarmerie via le « 906 ».
Un premier projet de fusion de ces trois numéros a été lancé par le ministre de la santé de l'époque mais le Conseil national émettra un avis défavorable à cette proposition par crainte de l’impossibilité de respect du secret médical.

### Le «100»

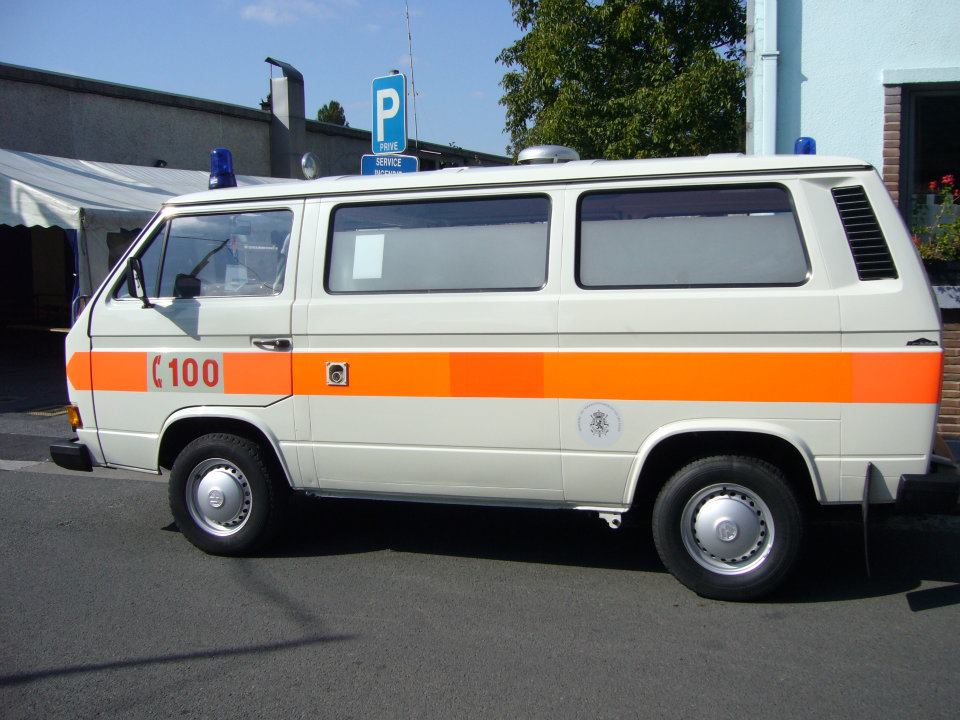
Après le premier numéro d'appel d’urgence belge qui était le « 900 », le numéro « 100 » fut mis en place en 1987 et progressivement remplacé par le 112 dès les années 2000.

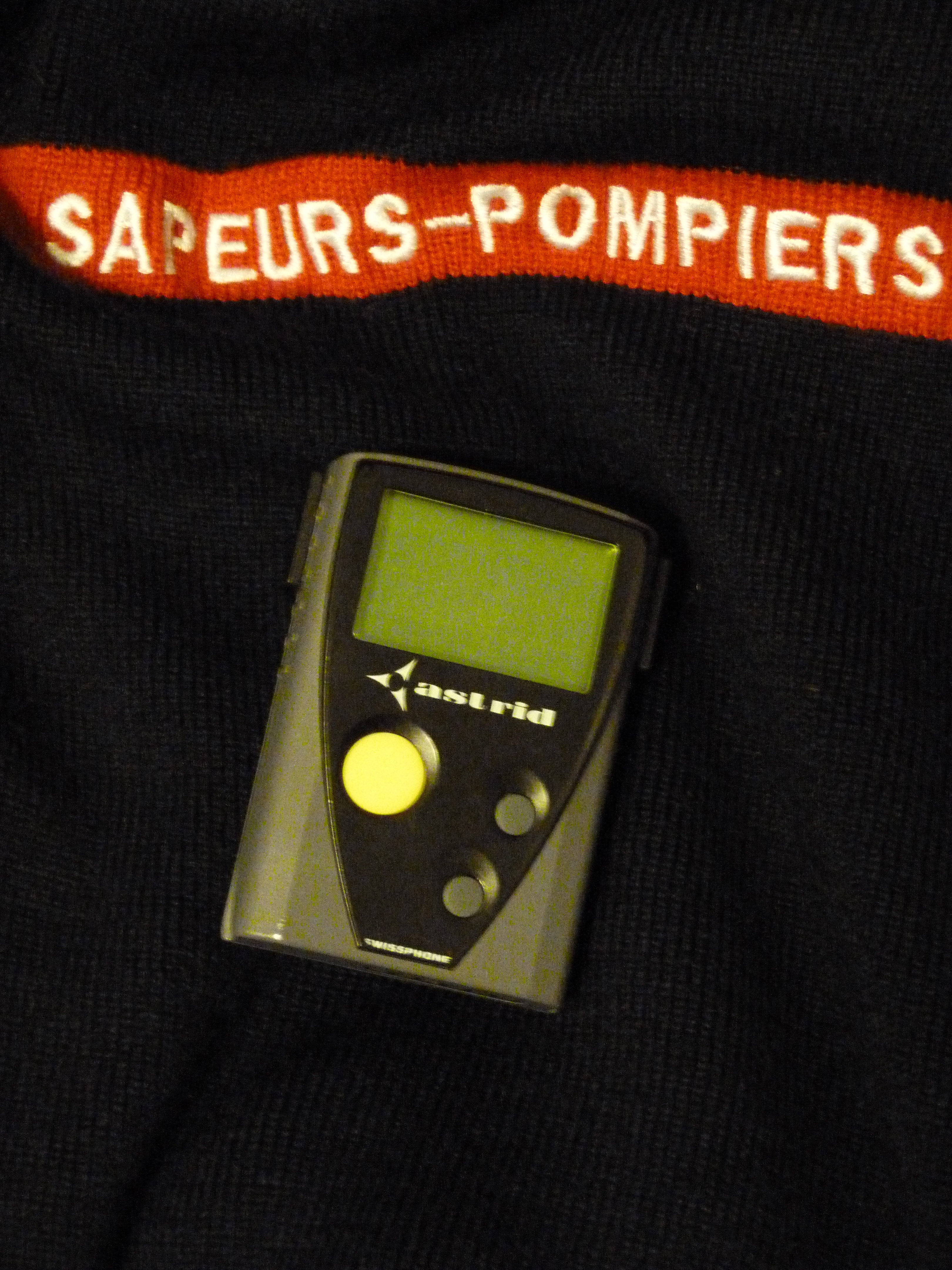
La création du réseau A.S.T.R.I.D. dès 1998 à la place des anciennes ondes VHF permit plusieurs avancées, comme le chiffrage des communications, un réseau national sécurisé, ou encore la transmission de données, entre autres par pagers (photo).

En 1987, le numéro « 900 » devient le « 100 » car il prête moins à confusion avec le nouveau préfixe téléphonique « 0900 » créé en Belgique
Le 8 juin 1998 parait la loi relative aux radiocommunications des services de secours et de sécurité, créant la société anonyme de droit publique A.S.T.R.I.D. qui remplace alors petit à petit les communications par ondes VHF classiques sur les fréquences appelées « ONB », pour ondes nationales belges. Ce nouveau réseau numérique a pour avantages, entre autres la sécurisation et le chiffrage sur un réseau national, la transmission de voix et de données, l'appel par pager, mais aussi l'aspect multidisciplinaire puisqu'utilisés par l'ensemble des services d'urgence belges ainsi que certains autres services publics ou de sécurité (département de la nature et des forêts, sécurité des aéroports etc.).

### Le «112»

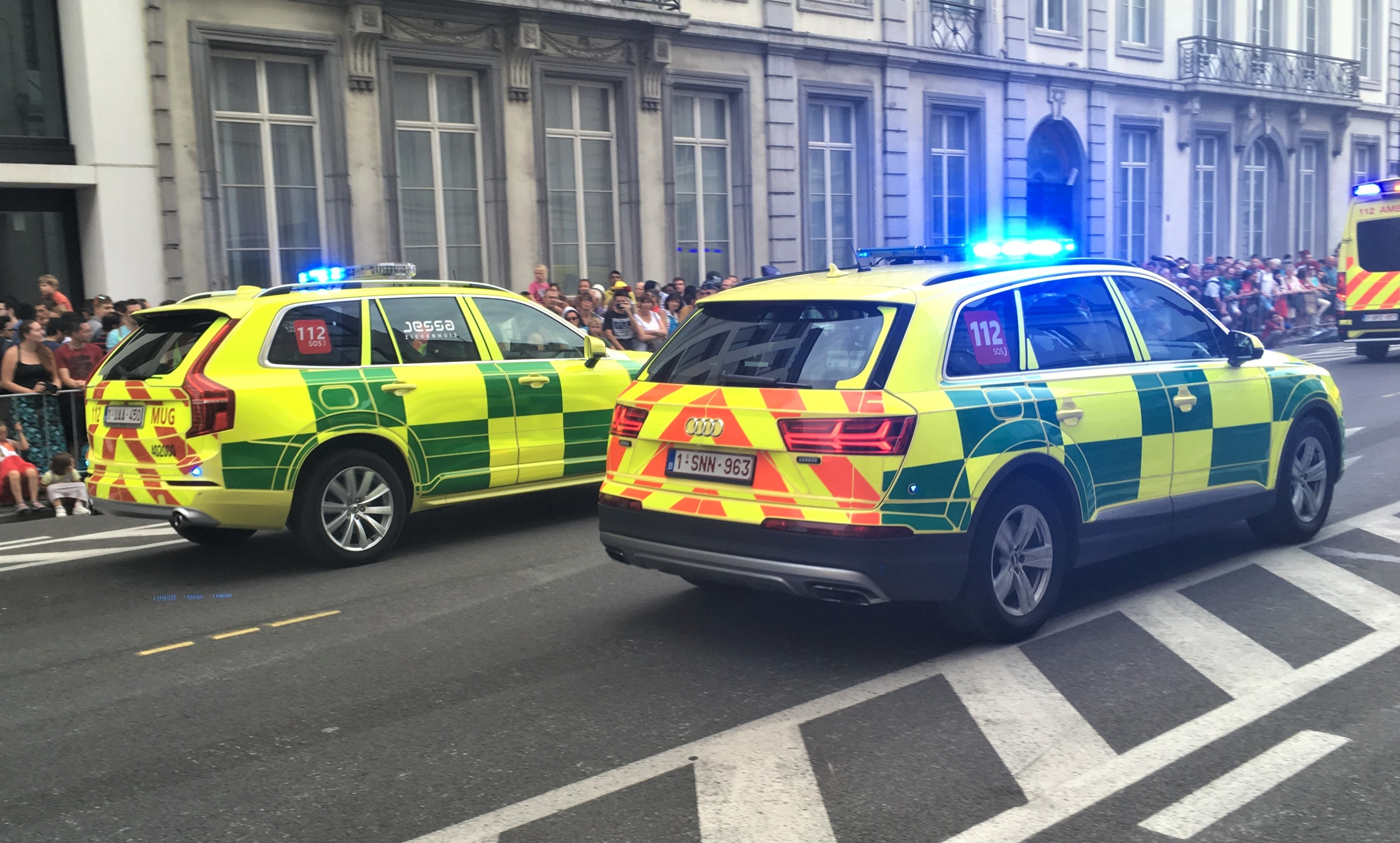
Le numéro d'appel d'urgence européen « 112 », visible sur ces deux SMUR, défilant lors de la fête nationale belge à Bruxelles en 2018.

Le 29 juillet 1991, le Conseil des Communautés européennes décide de créer un numéro d'appel supplémentaire, valable pour toute urgence et pour tous les États membres de l'Union européenne avec pour caractéristiques que :
- ce numéro soit disponible partout gratuitement[11].
- les appels à ce numéro soient traités par les services les plus appropriés.
- les citoyens soient informés de l'existence et de l'utilisation de ce numéro.

Toutefois, la migration entre le 100 et le 112 ne se fit que progressivement à partir des années 2000.
Le 30 juillet 2004 a lieu la catastrophe de Ghislenghien qui fit 24 morts et 132 blessés et qui entrainera une réforme de la sécurité civile belge initiée par la loi du 15 mai 2007. Elle entra en vigueur le 1er janvier 2015 avec la création de zones de secours à la place des 251 anciens services régionaux d'incendies (SRI). Cette réforme impactera les CU112 à plusieurs niveaux, notamment par le retrait progressif des pompiers et de leur ligne hiérarchique en tant que gestionnaires des centrales et opérateurs téléphoniques, remplacés par des « calltaker » civils. La fonction de dispatching des anciennes « centrales 100 » est également scindée en deux : les zones de secours créant au fur et à mesure leurs propres dispatchings pour gérer les opérations de secours « pompiers » (discipline 1), tandis que les CU112 gardent encore à l'heure actuelle, la fonction de dispatching pour la partie aide médicale urgente (discipline 2).
Le 29 avril 2011 parait une loi au Moniteur belge créant les officiellement centrales d'urgence 112 avec cette appellation (abrogeant le terme de « centrale 100 »), ainsi que l'agence 112.
La réforme de la sécurité civile détermine également la notion d'« aide adéquate la plus rapide » qui fut traduite de manière concrète par un arrêté royal paru le 10 novembre 2012, qui fixe les conditions minimales et les moyens adéquats à envoyer en première intention, abolissant de facto les anciens secteurs d'intervention et priorisant le moyen adéquat (véhicule et personnel) calculé comme pouvant se rendre le plus rapidement sur le lieu de l'intervention, tant pour les pompiers que pour l'aide médicale urgente. Les CU 112 furent donc tenues d'adapter leurs procédures et logiciels en fonction.
Le 2 juin 2015 parait une circulaire ministérielle fixant la règle d'envoi des ambulances agréées « 112 » appartenant aux zones de secours nouvellement entrées en fonction le 1er janvier 2015. La réquisition se fait toujours via les CU112 mais le personnel est géré par les différents dispatchings zonaux.
D'ici 2023, l'ensemble des dix centrales devraient être connectées à un dispatching supraprovincial qui permettra à n’importe quelle centrale de reprendre la main sur une autre en cas de panne ou de surcharge.

## Le projet de numéro unique
La loi programme du 9 juillet 2004 créé une « Agence des appels aux services de secours » qui devrait remplacer les centrales d'urgence 112 et regrouper les appels aux numéros 112, 100 et 101 en des centrales multidisciplinaires. Elle n'existe pas encore en 2022 car elle doit encore être concrétisée par des arrêtés d’exécution qui n’ont pas encore été publiés. L'un des soucis majeurs reste de trancher la problématique du secret médical (l'interdiction de divulguer des faits qui pourraient donner lieu à des poursuites pénales à charge du patient, même si les faits résultent d’un comportement criminel), car la loi stipule que les appels de type médicaux qui seront adressés à la future Agence ne pourront jamais être transférés vers le dispatching de la police. Elle insiste sur le fait que le préposé du centre d’appel est et sera toujours tenu par le secret médical.

## Missions

### Prise d'appel
L'aspect « call taking » est établi par la loi comme étant la prise d'appel aux services de secours qui comprend l'écoute et le tri des appels, la collecte des informations géographiques et des informations relatives à la situation de l'appelant et des victimes éventuelles, la première analyse des besoins et la détermination initiale du niveau d'urgence. La loi précise également que tout appel urgent aux numéros 100, 101 et 112 pour l'aide médicale urgente, les services de sécurité civile et la police intégrée traité par les centres 112 doit pouvoir être assurée dans les trois langues nationales (allemand, français et néerlandais) ainsi qu'en anglais.

### Désignation des services
Le « dispatching » est traduit par la loi comme la désignation des services d'intervention adéquats, la transmission de l'intervention à ces services, le suivi en temps réel de l'exécution de l'intervention, et, si nécessaire, l'appui en communication et en information aux services de secours.

## Les différentes centrales

### Les seize centrales initiales
Seize « centrales 900 » furent initialement établies dans les casernes des pompiers, équitablement réparties un peu partout sur l'ensemble du territoire belge. Elles se trouvaient comme tel dans le neufs provinces de Belgique de l'époque :
- Province d'Anvers (2) : Anvers, Malines
- Province de Brabant (1) : Bruxelles
- Province de Flandre-Orientale (2) : Alost, Gand
- Province de Flandre-Occidentale (2) : Bruges, Courtrai
- Province de Hainaut (3) : Charleroi, Mons, Tournai
- Province de Liège (2) : Liège, Verviers
- Province de Limbourg (1) : Hasselt
- Province de Luxembourg (2) : Arlon, Marche-en-Famenne
- Province de Namur (1) : Namur

### Les dix centrales actuelles
Seize « centrales 900 » furent initialement établies dans les années 1960, mais ce chiffre a été revu à dix afin d'en attribuer une pour chacune des neufs provinces ainsi qu'une pour la région de Bruxelles-Capitale.
Pour ce faire, sept centrales furent supprimées (Alost, Charleroi, Courtrai, Malines, Marche-en-Famenne, Tournai et Verviers) et une fut créée (à Louvain).
Les dix centrales 112 actuelles se trouvent chacune dans le chef-lieu de leur province et celle de Bruxelles se trouve à la caserne état-major des pompiers de Bruxelles, avenue de l’Héliport.
Toutefois, le 1er janvier 1995, la quatrième réforme de l’État scinda la province de Brabant en deux nouvelles provinces situées de part et d'autre de la frontière linguistique créée 1962 : l'une francophone (le Brabant wallon) et l'autre néerlandophone (le Brabant flamand). La centrale 100 de Louvain, le chef-lieu du Brabant flamand, fut maintenue mais aucune nouvelle centrale ne fut créée pour la province du Brabant wallon, dont les appels sont depuis gérés par la centrale de Mons, dans la province du Hainaut, également francophone.
A noter que les appels en allemand provenant de la région de langue allemande de Belgique sont gérés par la centrale 112 de Liège.
Voici les dix centrales actuelles réparties par provinces :
- Province d'Anvers : Anvers
- Province du Brabant flamand : Louvain
- Province de Flandre-Orientale : Gand
- Région de Bruxelles-Capitale : Bruxelles
- Province de Flandre-Occidentale : Bruges
- Province de Hainaut : Mons
- Province de Liège : Liège
- Province de Limbourg : Hasselt
- Province de Luxembourg : Arlon
- Province de Namur : Namur

## Les autres numéros

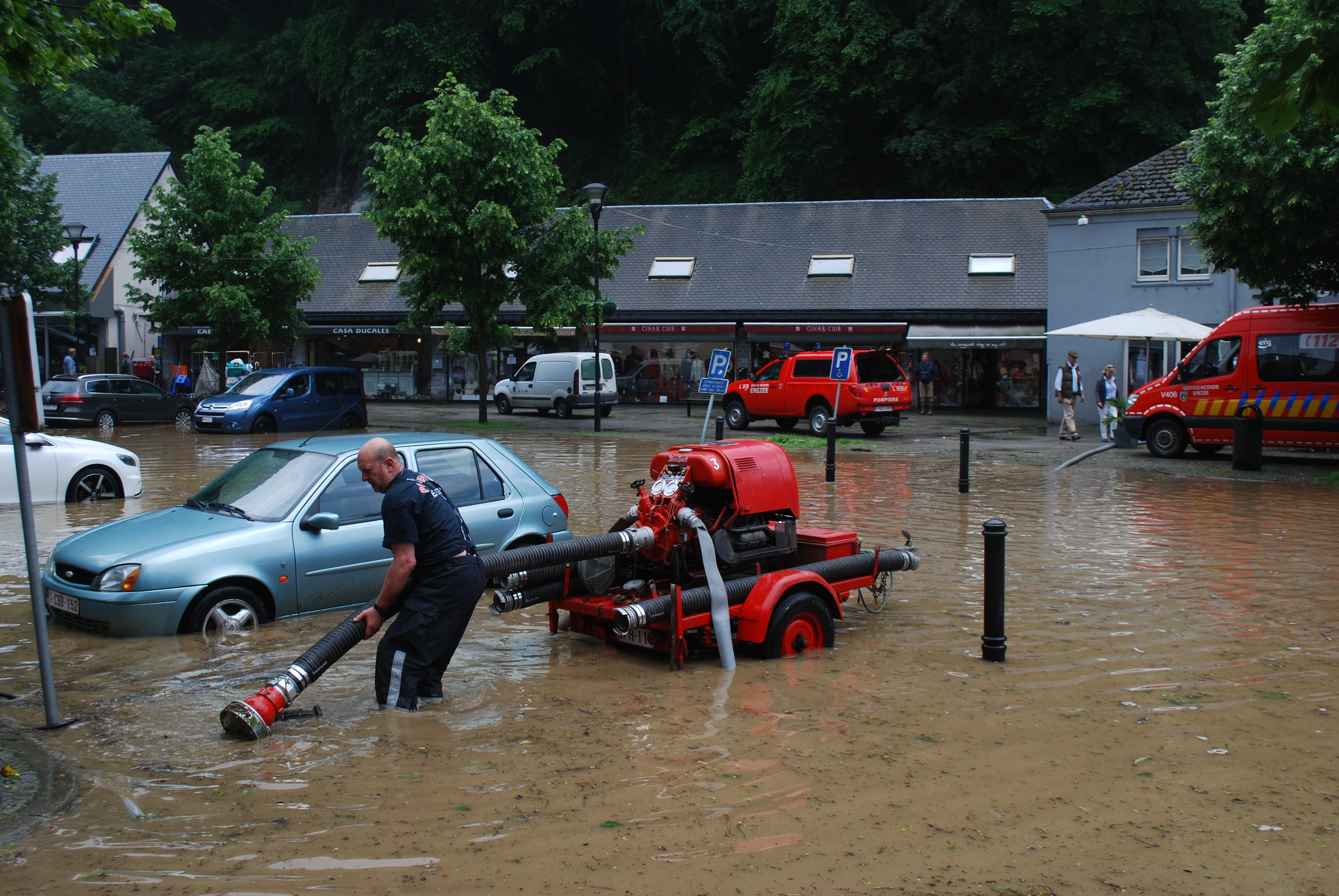
Deux autres numéros sont également gérés par les centrales d'urgence 112, comme le « 1722 », qui est activé lors d’intempéries (ici des inondations à Durbuy en 2016).

Outre le « 112 », les centrales d'urgence 112 gèrent également :
- « 1711 » : mis en place en 2024 par Infrabel, le gestionnaire du réseau ferroviaire belge, afin de permettre aux témoins de signaler toute situation dangereuse à l’abord d'un passage à niveau. Le trafic ferroviaire sera ainsi plus vite interrompu en cas de risque d’incident.
- Le numéro « 1722 », activé au cas par cas par les différentes centrales d'urgences 112 provinciales lors de risques d'intempéries pour les missions d'urgence relative (lorsque des vies ne sont pas directement en danger), comme par exemple une cave inondée ou un arbre sur un toit[15].
- Le numéro « 1733 », actif en permanence pour l'aide médicale non urgente (médecine générale) et services de garde locaux[16].

## Dans la culture populaire
- Les centrales d'urgence 112 font l'objet d'une série de la chaine télévisée privée belge RTL TVI, intitulée Appel d’urgence et diffusée depuis 2018[17].
- Le film Une sirène dans la nuit, sorti en 1999, traite du thème de l'appel à la « centrale 100 » des pompiers de Bruxelles (qui était encore le nom, le fonctionnement et le numéro d'appel belge de l'époque).

### Textes de loi
- Loi du 8 juillet 1964 sur l'aide médicale urgente[18].
- Loi du 8 juin 1998 relative aux radio-communications des services de secours et de sécurité[19].
- Arrêté royal du 10 aout 1998 fixant les normes auxquelles doit répondre une fonction Service Mobile d'Urgence et de Réanimation (SMUR) pour être agréée[20].
- Loi du 29 avril 2011 créant les centres 112 et l'agence 112[21].
- Arrêté royal du 10 novembre 2012 déterminant les conditions minimales de l’aide adéquate la plus rapide et les moyens adéquats[22].